# Précy-Notre-Dame
Précy-Notre-Dame ist eine französische Gemeinde mit 68 Einwohnern (Stand: 1. Januar 2022) im Département Aube in der Region Grand Est. Sie gehört zum Kanton Brienne-le-Château und zum Arrondissement Bar-sur-Aube. 
Sie ist umgeben von folgenden Nachbargemeinden:
| Lesmont    |                                             | Précy-Saint-Martin |
|            | Kompassrose, die auf Nachbargemeinden zeigt | Épagne             |
| Pel-et-Der | Blaincourt-sur-Aube                         |                    |

## Bevölkerungsentwicklung
| Jahr                      | 1962 | 1968 | 1975 | 1982 | 1990 | 1999 | 2008 | 2018 |
| ------------------------- | ---- | ---- | ---- | ---- | ---- | ---- | ---- | ---- |
| Einwohner                 | 101  | 91   | 91   | 77   | 76   | 68   | 77   | 82   |
| Quelle: Cassini und INSEE |      |      |      |      |      |      |      |      |

## Sehenswürdigkeiten
- Himmelfahrts-Kirche (Église de l’Assomption)

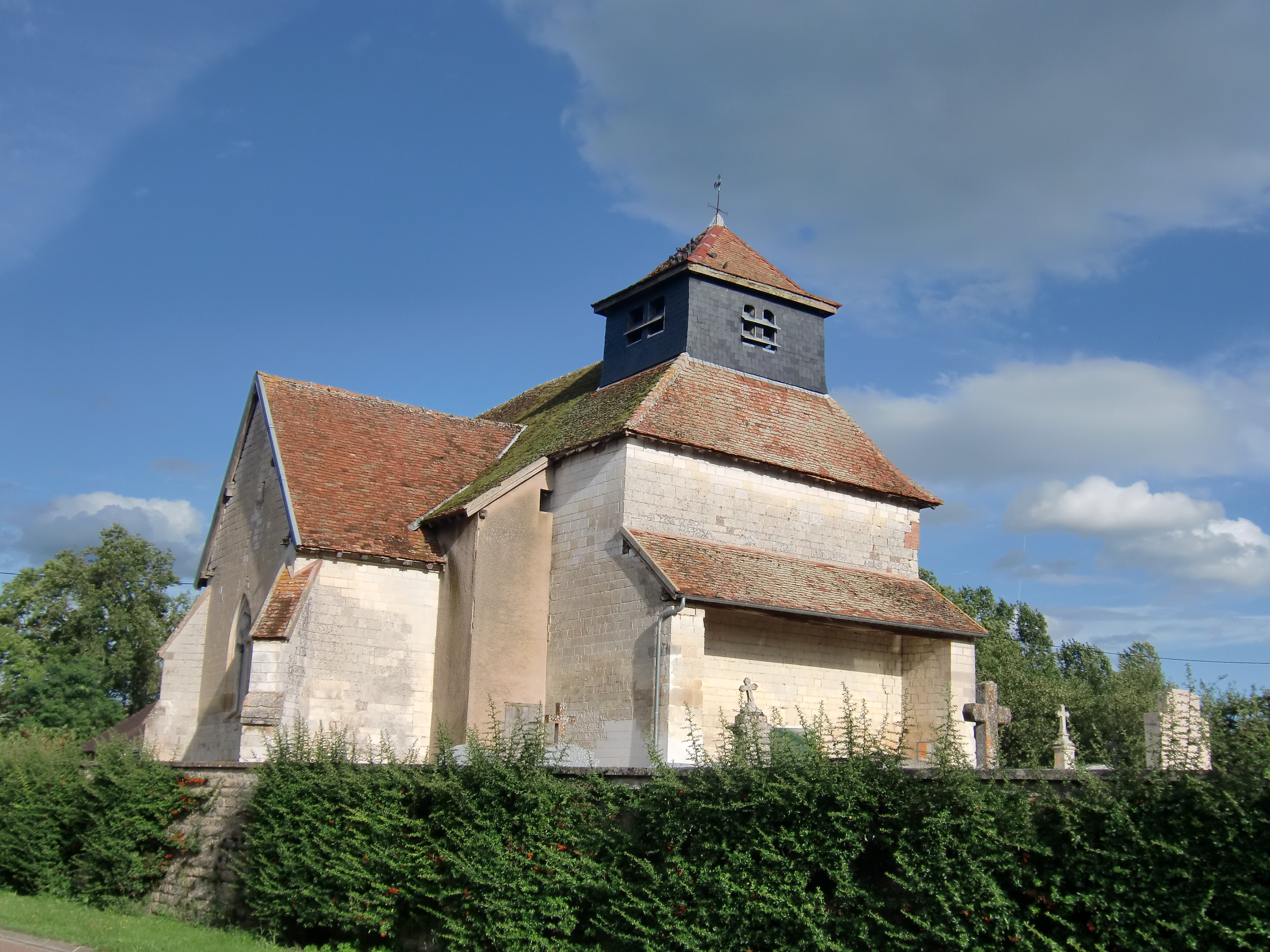
Himmelfahrts-Kirche